# Wohnhaus Straße des Friedens 66

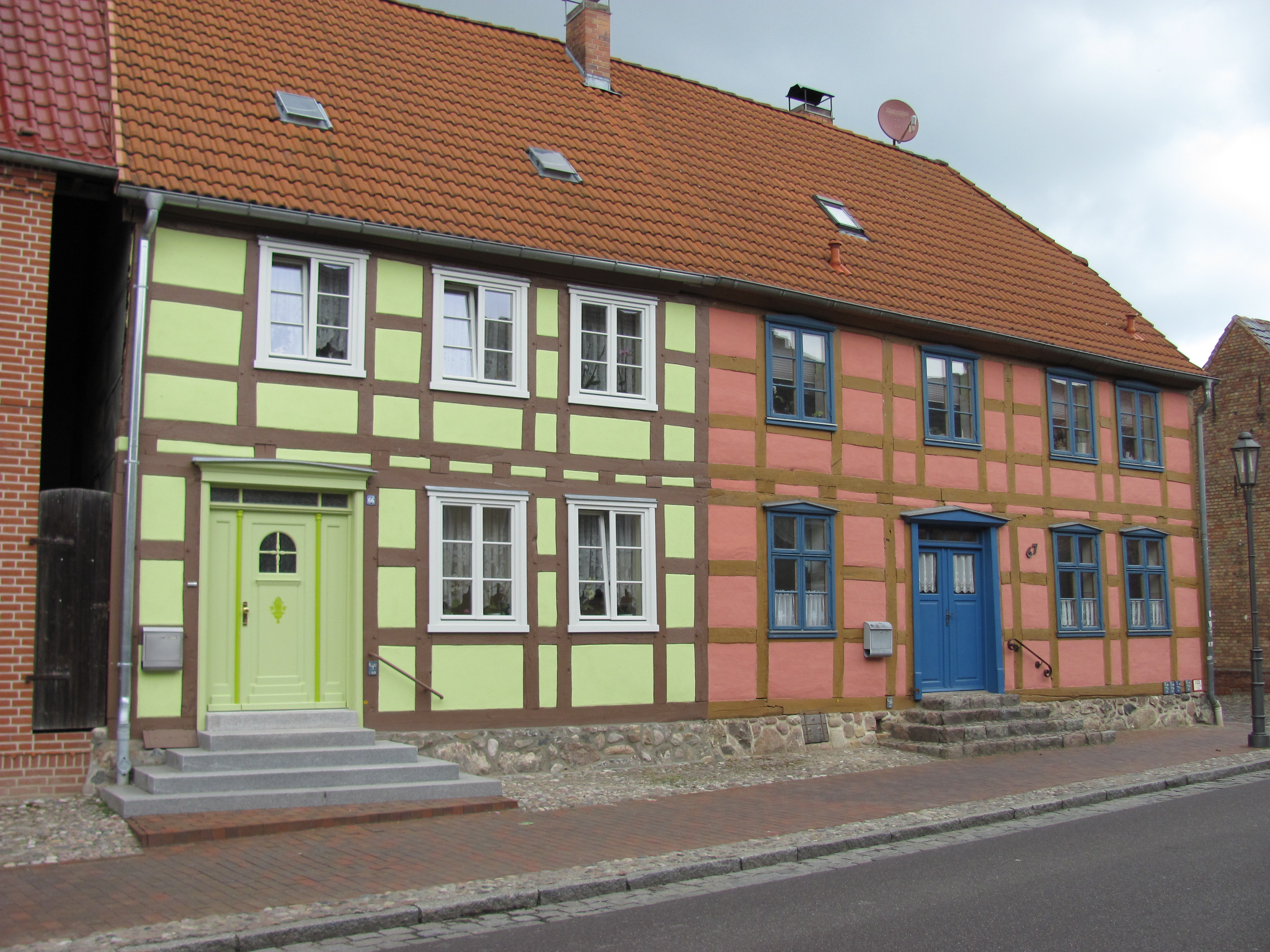
Röbel, Straße des Friedens 66 und 67

Das Wohnhaus Straße des Friedens 66 in Röbel/Müritz stammt aus dem 17. Jahrhundert. 
Es ist somit das älteste datierte Haus der Stadt, welches im Rahmen der Sanierung ermittelbar war. 
Die Haustür steht unter Denkmalschutz.

## Geschichte
Die Kleinstadt Röbel hat 4998 Einwohner (2019). Der langgestreckte Ort hat bemerkenswert viele erhaltene, zumeist zweigeschossige Fachwerkhäuser und auffällig viele, durch denkmalpflegerischen Befund festgestellte, farbige Fassaden. Die Häuser waren 1991 zumeist noch verputzt und bei der Sanierung wurden die Fachwerke wieder freigelegt.
Das zweigeschossige Fachwerkhaus aus der Mitte des 17. Jahrhunderts auf einem Feldsteinsockel ist wie das Nachbarhaus ein typisches Beispiel der Fachwerkhäuser von Röbel. Es wurde im Rahmen der Städtebauförderung zur 750-Jahr-Feier der Stadt im Jahre 2011 saniert. Dabei konnten die Balken der Fassade erhalten bleiben. Es konnte dadurch das Alter auf 1678 festgelegt werden.
Das danebenstehende englischrotfarbige Eckhaus Nr. 67 mit einem Krüppelwalmdach wurde Ende der 1980er Jahre (Dach) und 1993/94 saniert, wobei die vorgesetzte Putzfassade entfernt, das Fachwerk teilweise erneuert sowie neue Kastenfenster und die neue breitere Haustür eingesetzt wurden.